# Schizopetalon maritimum
Schizopetalon maritimum är en korsblommig växtart som beskrevs av François Marius Barnéoud. Schizopetalon maritimum ingår i släktet Schizopetalon och familjen korsblommiga växter. Inga underarter finns listade i Catalogue of Life.